# Adelante (periódico de 1928)
Adelante fue un periódico que era el órgano del Partido Comunista de la Región Argentina –que luego se llamó Partido Comunista de la República Argentina-, que fue fundada por José Fernando Penelón. Era publicado por la editorial Más en la ciudad de Buenos Aires, Argentina,  su primer número apareció en febrero de 1928 y desapareció en diciembre de 1930 luego de publicarse sesenta números.  
José Fernando Penelón (1890-1954) era un dirigente del gremio gráfico y uno de los fundadores del Partido Comunista Argentino que fue elegido concejal en la ciudad de Buenos Aires el 21 de noviembre de 1926. Penelón era además secretario general de dicho Partido, así como del Buró Sudamericano de la Internacional Comunista, lo que lo colocaba como la principal figura del comunismo latinoamericano de ese momento. 
Hacia 1927 se produjo un enfrentamiento en el seno del Partido Comunista Argentino que fue arbitrado desde Moscú a favor del sector liderado por Rodolfo Ghioldi al que adherirá en ese momento Victorio Codovilla y en contra de la corriente encabezada por Penelón, quien junto con otros dirigentes se alejó del partido y en 1928 fundó el Partido Comunista de la Región Argentina, que luego tomó el nombre de Partido Comunista de la República Argentina. Después que el gobierno militar surgido del golpe de Estado de 1930 le retiró la personería jurídica, dicho partido fue refundado como Partido Concentración Obrera.